# Milton Williams
Milton Jawauh Williams (Crowley, Texas, 6 de abril de 1999) más conocido como Milton Williams, es un jugador profesional estadounidense de fútbol americano que se desempeña en la posición de defensive tackle en New England Patriots, equipo de la National Football League (NFL).

## Carrera
Fue seleccionado en la tercera ronda en la Reunión Anual de Selección de Jugadores de la NFL de 2021. Hizo su debut profesional con el equipo Philadelphia Eagles, donde lleva jugando tres temporadas.